# Cerro de Guazapa
Der Cerro de Guazapa ist ein ausgedehnter erodierter Schichtvulkan in El Salvador.
Er befindet sich im Municipio Guazapa im Departamento San Salvador etwa 20 Kilometer nordöstlich von San Salvador.

## Genesis
Er war im Pleistozän aktiv. Er erhebt sich etwa 1000 Meter über die umgebende Landschaft. Erosion hat den ursprünglichen Gipfelkrater restlos abgetragen und tiefe Schluchten in das Basaltgestein seiner Flanken geschnitten.
An der Basis wurden mehrere noch im Holozän aktive Krater gefunden.
Der Cerro Macanze, ein Schlackenkegel an der südöstlichen Basis, war möglicherweise noch vor ein paar Tausend Jahren aktiv.

## Geschichte
Auf dem Gipfel des Cerros haben die FAES eine Sendeanlage.
Im weitläufigen Gebiet des Guazapamassivs war von 1980 bis 1992 die FMLN-Guerilla präsent.
Am 8. Juli 1981 wurden 34 Zivilisten aus dem Municipio Guazapa von der Policía de Hacienda
ermordet.
Zwischen dem 28. Februar und dem 1. März 1983 wurde flüchtende Zivilbevölkerung aus dem Gebiet des Guazapas beim Masacre de Tenango y Guadalupe von Regierungstruppen des Batallón Atlacatl ermordet.